# پارک ملی پورت کمبل
پارک ملی پورت کمبل (به انگلیسی: Port Campbell National Park) یک پارک ملی در منطقه جنوب غربی ویکتوریا در استرالیا است. پارک ملی ۱٬۷۵۰ هکتاری (۴٬۳۰۰ هکتار) در حدود ۱۹۰ کیلومتری (۱۲۰ مایل) جنوب غربی ملبورن و تقریباً ۱۰ کیلومتری (۶٫۲ مایل) در شرق وارنامبول واقع شده‌است. این پارک در مجاورت پارک ملی بزرگ اوتوی و پارک ساحلی خلیج جزایر واقع شده‌است.

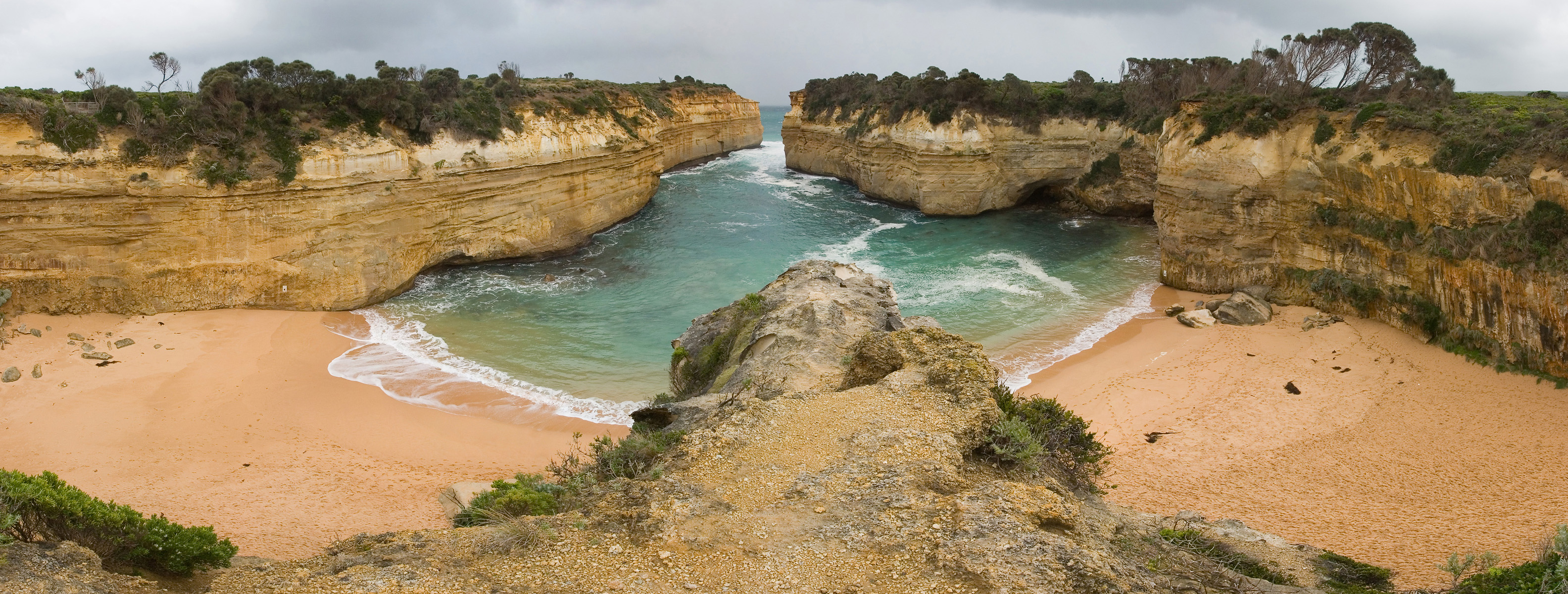
پارک ملی پورت کمبل در سال ۱۹۶۴ میلادی، بنیان‌گذاری‌شد.